# Chironomus excisus
Chironomus excisus är en tvåvingeart som beskrevs av Jean-Jacques Kieffer 1917. Chironomus excisus ingår i släktet Chironomus och familjen fjädermyggor.
Artens utbredningsområde är Pennsylvania. Inga underarter finns listade i Catalogue of Life.